# Toixó del Japó
El toixó del Japó (Meles anaguma) és una espècie de toixó que viu al Japó. És més esvelt que el toixó europeu, és marró i té les potes més grans. No sol viure en un cau, sinó en un simple forat que sovint construeix a les zones amb ombra.
Els intents d'establir aquesta espècie a la Xina han fracassat.